# Vlag van Michigan
De vlag van Michigan toont het wapen van de staat op een blauw veld. Deze vlag is in gebruik sinds 1 augustus 1911 en is de derde vlag van Michigan.
Op het lichtblauwe schild komt de zon op boven een meer, een schiereiland en een man die zijn ene hand omhoog heeft en in zijn andere een lang geweer vasthoudt. Dit geweer staat voor vrede en de bereidheid om rechten te verdedigen. Het edelhert en de eland zijn symbolen van Michigan, terwijl de adelaar de Verenigde Staten symboliseert.
De vlag toont drie Latijnse motto's. De bovenste, op een rood lint, luidt E pluribus unum ("Uit velen één"), het nationale motto van de Verenigde Staten. Op het lichtblauwe schild staat Tuebor, "Ik zal verdedigen". Op het witte lint staat het officiële motto van Michigan: Si Quaeris Peninsulam Amoenam Circumspice ("Als u een plezierig schiereiland zoekt, kijk om u heen").
De gouverneur van de staat gebruikt een dergelijke vlag met een witte achtergrond.
Zoals vermeld is de huidige vlag de derde in successie. De eerste vlag (1836) toonde aan de voorkant het portret van Stevens T. Mason, de eerste gouverneur van de staat, en aan de achterkant het toenmalige wapen. De tweede vlag, aangenomen in 1865, toonde het wapen van Michigan aan de ene kant en het Amerikaanse zegel aan de andere kant.